# NGC 65
NGC 65 (ook wel PGC 1229, ESO 473-10A of MCG -4-2-1) is een elliptisch sterrenstelsel in het sterrenbeeld Walvis.
NGC 65 werd in 1886 ontdekt door de Amerikaanse astronoom Frank Muller.